# Deprea paneroi
Deprea paneroi là loài thực vật có hoa trong họ Cà. Loài này được C.Benítez de Rojas & M.Martínez mô tả khoa học đầu tiên năm 1992.